# 芭蕉翁生家

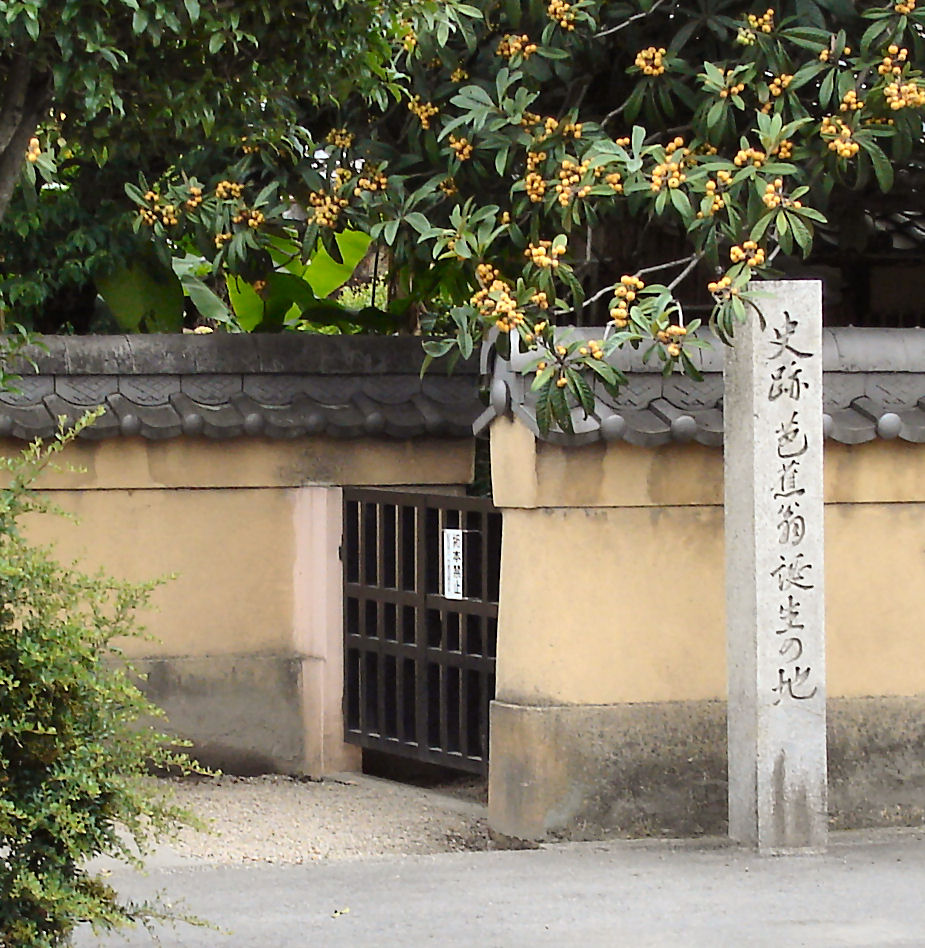
芭蕉翁生家

芭蕉翁生家（ばしょうおうせいか）は、松尾芭蕉の生家とされる木造建築物である。三重県伊賀市の観光名所である。

## 概要
- 芭蕉は1644年（正保元年）、上野城下の赤坂町（現・伊賀市上野赤坂町）で生まれたとされる。
- 安政の大地震（1854年）の際に被災し、改築されたとされる。格子構えは当時の面影が伝わる。
- 生家の奥には書斎「釣月軒」があり、29歳まで生家で過ごし、ここで処女句集『貝おほひ』を執筆した。
- 近くには、松尾家の菩提寺である愛染院願成寺、遺髪を収めた故郷塚がある。
- 出生地は他に上柘植村（現・伊賀市柘植町）説もあるが、これは芭蕉の出生前後に松尾家が上柘植村から上野城下の赤坂町へ引っ越しをしており、引っ越しと芭蕉誕生とどちらが先だったかが不明だからである。よって、幼少期から芭蕉翁生家で過ごしていたことは異論がないところである。